# 聯合國駐地協調員
聯合國駐地協調員乃聯合國派駐該國家的最高代表，除非該國正進行維和行動或有由聯合國秘書長特派之特使團。聯合國駐地協調員的地位相等於駐地大使。

## 职责
联合国驻地协调员的主要职责包括： 
- 作为面向国家最高层的联合国代表，与相关机构代表共同促进与政府、民间社会、双边和多边伙伴、学术界和私营部门的交流，帮助联合国发展系统满足所派驻国家需求、优先事项和挑战，实现可持续发展目标；
- 协调联合国发展业务活动，为所派驻国执行2030年议程的工作提供支持；
- 促进和倡导《联合国宪章》的基本价值观、标准和原则，包括尊重和保护人权和性别平等，并倡导实现可持续发展目标过程的承诺——实现可持续发展目标过程中不让任何人掉队，并首先帮助最落后者；
- 领导联合国国家工作队与东道国政府协商，明确并商定联合国对政府工作重点的战略对策；
- 领导和支持联合国国家工作队制定、实施、监测和报告联合国合作框架，与政府充分协商，并与不同合作伙伴交流；
- 倡导并支持联合国国家工作队成员的工作，帮助各机构实现具体目标，包括非驻地机构；
- 在派驻国需要国际人道主义援助但未指定独立的人道主义协调员或牵头机构的情况下，驻地协调员将领导和协调联合国和相关人道主义行为体的应对工作；
- 在冲突期间和冲突发生后，促进联合国国家工作队与联合国维和特派团或政治特派团协作，全力以赴建设复原力、预防力和和平，同时做好过渡规划和管理；
- 管理驻地协调员办公室，并提供战略性指导和监督。

1. 1 2  . unsdg.un.org.   [2024-10-18] （中文（简体））.